# Emmy Sonntag-Uhl
Emmy Sonntag-Uhl (* 31. Dezember 1860 in Graz; † Dezember 1913 in Breslau) war eine österreichische Sängerin (Mezzosopran).

## Leben
Sonntag-Uhl erfuhr ihre Gesangsausbildung an der Musikschule des Akademischen Musikvereins ihrer Heimatstadt. Unterstützt durch ihre Lehrer wurde sie später auch Schülerin der Kammersängerin Jenny Bürde-Ney in Dresden.
Im Deutsch-Französischen Krieg wurde Sonntag-Uhl einige Male für Auftritte zur Truppenbetreuung engagiert und 1881 konnte sie dann in der Rolle der „Azucena“ erfolgreich an der königl. Hiofoper debütieren. 1882/83 wurde sie an das Stadttheater nach Nürnberg engagiert und von dort aus ging sie bis 1885 ans Stadttheater Königsberg.
1885 wechselte Sonntag-Uhl dann an das Stadttheater nach Breslau und blieb dort bis 1889. Von dort startete sie ein fast einjährige Tournee nach und durch die USA und erzielte dort unter anderem an der Metropolitan Opera in New York große Erfolge. Im Frühjahr 1891 kehrte sie nach Europa zurück und war bis 1892 an der Deutschen Oper in Rotterdam unter Vertrag.
1892 kehrte Sonntag-Uhl nach Breslau zurück und war dort für zwei Jahre Mitglied des Ensembles. Ab Herbst 1894 folgten weitere kleinere Gastspielreisen. Um 1900 zog sie sich von der Bühne zurück und wirkte in Breslau als Gesangslehrerin. Sie starb im Alter von 53 Jahren im Dezember 1913 in Breslau und fand dort auch ihre letzte Ruhestätte.

## Rollen (Auswahl)
- Azucena – Der Troubadour (Giuseppe Verdi)
- Donna Elvira – Don Giovanni (Wolfgang Amadeus Mozart)
- Fricka – Das Rheingold (Richard Wagner)